# Юсуф Али Кеччери
Юсуф Али Кеччери (малаял. യൂസഫലി കേച്ചേരി, англ. Yusuf Ali Kecheri; 16 мая 1934 – 21 марта 2015) — индийский поэт, автор песен, режиссёр и продюсер. За пять десятилетий своей карьеры сочинил более 1000 стихов и песен на малаялам. Автор двенадцати книг, восемь из которых — сборники стихов. Лауреат Национальной кинопремии за лучшие стихи к песне

## Биография
Родился 16 мая 1934 года в городе Кечери (ныне округ Триссур, штат Керала). Был младшим сыном в семье мусульман Чиммайила Ахмеда и Наджмы (англ. Cheembayil Ahammed and Najma).
Писал стихи с детства. Его стихотворение «Kritharthan Njaan» опубликовали в популярном журнале на малаялам, когда он учился в 10 классе. Вскоре после этого он поступил в Колледж Шри Керала Вармы в Триссуре, где изучал санскрит на курсе профессора К. Р. Нараяна Пишароди.
Во время учёбы в колледже был вовлечён П. Рамдасом в производство фильма Newspaper Boy. Также написал песню для фильма Kadalkaattu, к которому Рамдас вопреки планам так и не приступил.
Для получения степени в области права поступил в Государственный юридический колледж Эрнакулама. В Эрнакуламе он стал частым гостем на Ajanta Film Studio, где познакомился с продюсером Т. К. Парикутти, в чьём фильме Moodupadam (1963) Кеччери дебютировал как поэт-песенник. Но ещё до начала работы в кино Кеччери успел поработать адвокатом в Триссуре.
В следующие годы он написал тексты песен для более чем 100 фильмов на малаялам.
Был ведущим поэтом-песенником наравне с О. Н. В. Курупом и П. Бхаскараном,
а также работал почти со всеми ведущими композиторами, за исключением, пожалуй В. Дакшинамурти, и Салила Чаудхари.
В 1971 году он впервые выступил как сценарист и продюсер в фильме Sindooracheppu.
Затем был режиссёром трех картин: Maram (1973), Vanadevatha (1977) и Neelathamara (1979).
За свои стихи был награждён Kerala Sahitya Academy Award в 1985 году, Odakkuzhal Award в 1987 году и Vallathol Award в 2012.
Был награждён кинопремией штата Кералы за тексты песен, написанные для фильмов Ghazal (1993), Parinayam (1994) и Sneham (1998).
В 2000 году получил Национальную кинопремию за стихи к песне из фильма Mazha, написанные на санскрите.
Кечери был доставлен в госпиталь Амриты в Коччи 24 января 2015 года и поставлен на искусственную вентиляцию легких. Поэт скончался в 5:30 вечера в субботу, 21 марта, из-за бронхопневмонии.